# 波普勒布蘭奇鎮區 (北卡羅萊納州柯里塔克縣)
波普勒布蘭奇鎮區（英語：Poplar Bluff Township）是位於美國北卡羅萊納州柯里塔克縣的一個鎮區。

## 地方資料
波普勒布蘭奇鎮區的面積為198.91平方千米，皆為陸地。根據2020年美國人口普查的數據，當地共有人口8695人，而人口密度為每平方千米43.71人。